# Sieśki (powiat białostocki)
Sieśki (białorus. Сеські) – wieś w Polsce położona w województwie podlaskim, w powiecie białostockim, w gminie Zabłudów.
Wieś magnacka hrabstwa zabłudowskiego położona była w końcu XVIII wieku  w powiecie grodzieńskim województwa trockiego Wielkiego Księstwa Litewskiego. 
W 1921 roku wieś liczyła 26 domów i 144 mieszkańców, w tym 79 prawosławnych i 65 katolików.
W latach 1975–1998 miejscowość należała administracyjnie do województwa białostockiego.
Prawosławni mieszkańcy wsi należą do parafii Zaśnięcia Najświętszej Marii Panny w Zabłudowie. Natomiast wierni kościoła rzymskokatolickiego do parafii św. Apostołów Piotra i Pawła w Zabłudowie.
Wieś w 2021 roku zamieszkiwało 35 osób.

## Galeria

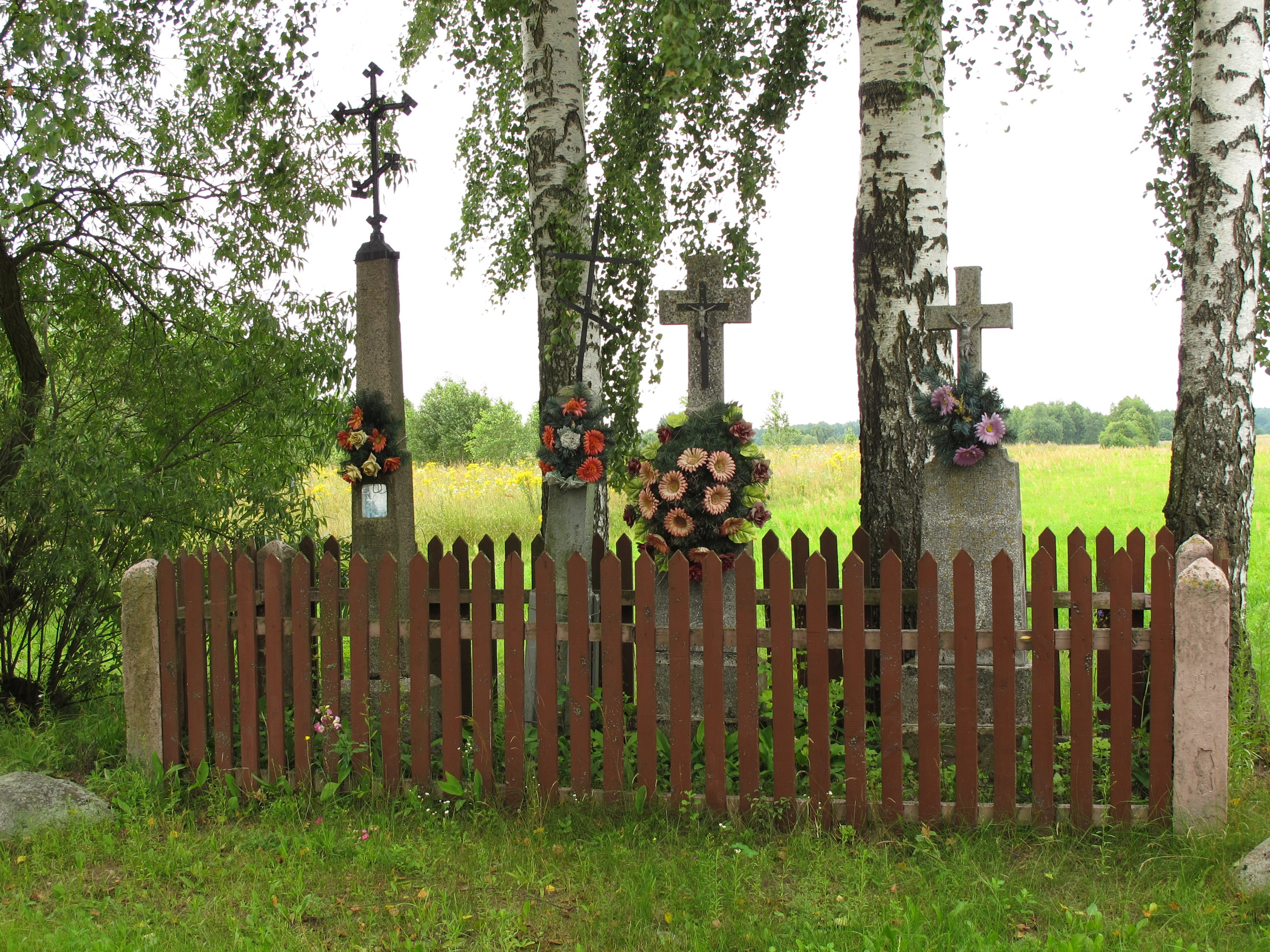
Prawosławne krzyże wotywne przy wjeździe do wsi od strony Zabłudowa
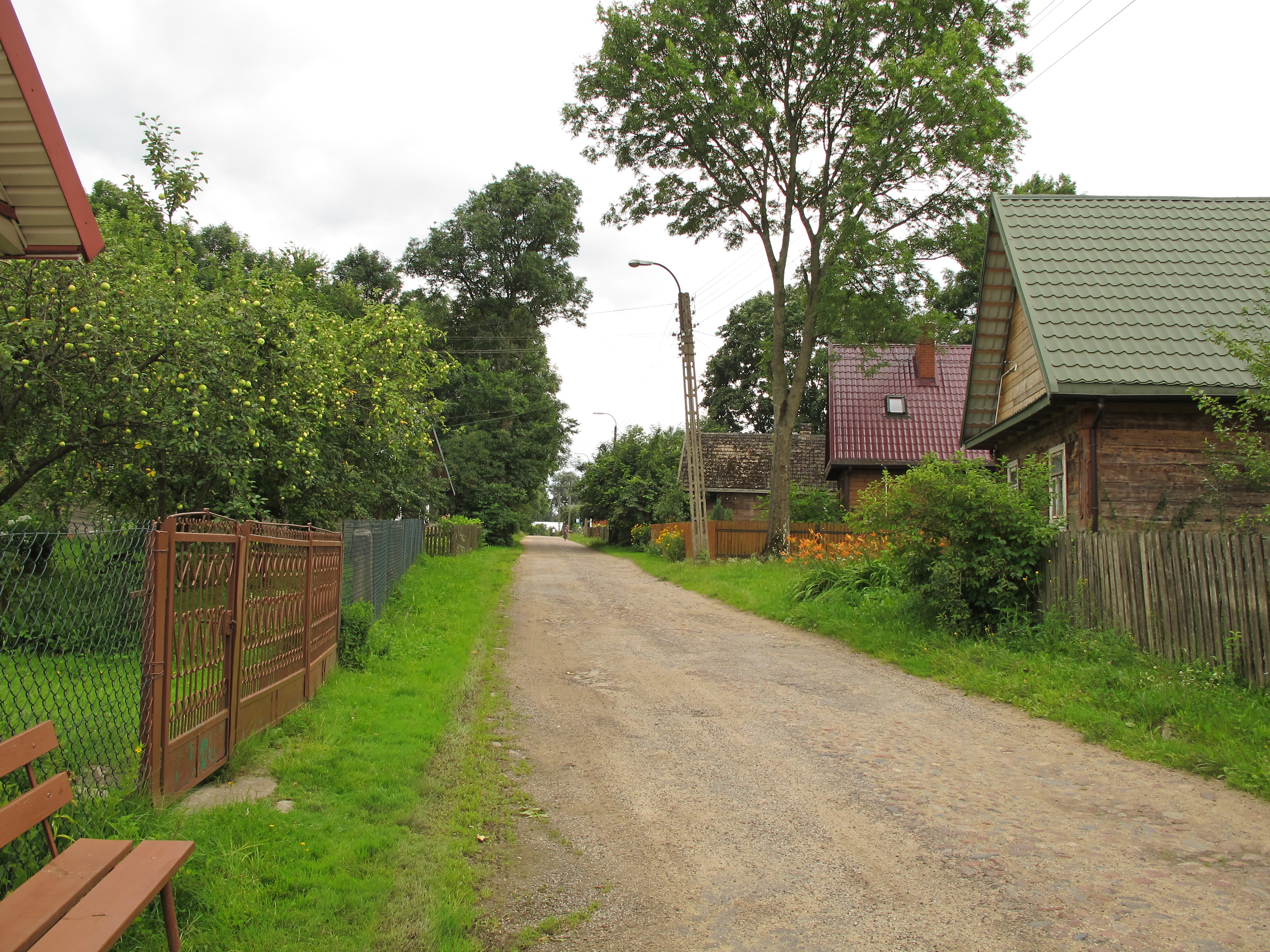
Główna ulica wsi
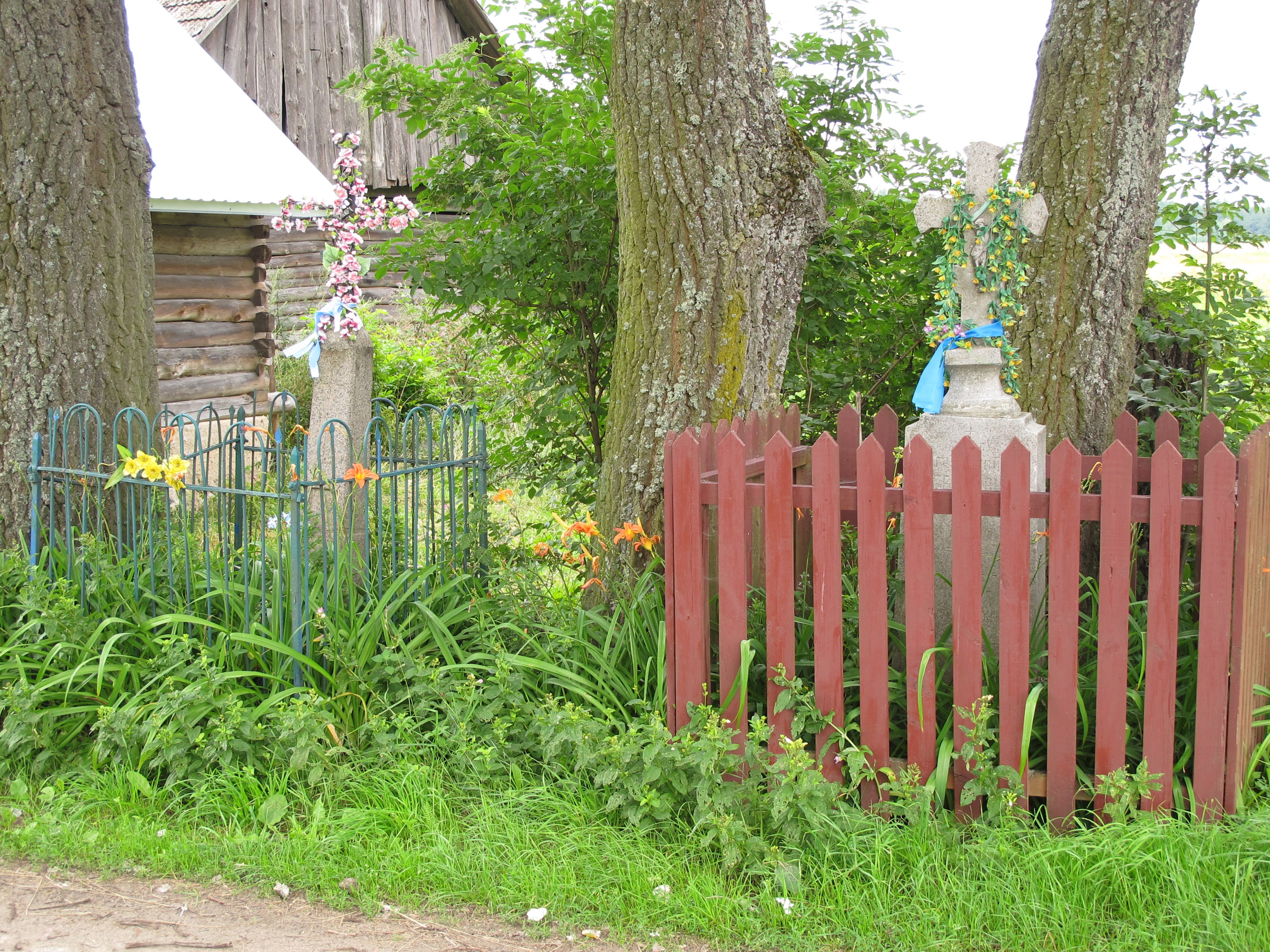
Krzyże wotywne na końcu wsi przy wyjeździe do wsi Aleksicze